# Virgatanytarsus triangularis
Virgatanytarsus triangularis är en tvåvingeart som först beskrevs av Maurice Emile Marie Goetghebuer 1928.  Virgatanytarsus triangularis ingår i släktet Virgatanytarsus och familjen fjädermyggor. Arten är reproducerande i Sverige. Inga underarter finns listade i Catalogue of Life.